# Efes (piwo)
Efes – marka piwa typu lager produkowanego i sprzedawanego w Turcji, Rosji, Kazachstanie, Mołdawii, Gruzji, Azerbejdżanie i Serbii.
Piwo produkowane jest przez założony w 1969 roku Efes Breweries International N.V. z siedzibą główną w Holandii i wchodzi w skład holdingu Anadolu Efes Biracılık ve Malt Sanayii A.Ş. w Stambule. Holding, w skrócie zwany Anadolu Efes, kontrolowany jest przez tureckie rodziny przemysłowców: Özilhan (Ozilhan Sinai Yatirim) i Yazıcı (Yazicilar Holding), posiadających w sumie 48,48% udziałów. W Turcji Efes posiada aż 82% rynku sprzedaży piwa. Według informacji zamieszczonych na stronie internetowej firmy, jego produkcja w 2009 roku wynosiła 35 mln hektolitrów. Jest najpopularniejszym i najłatwiej dostępnym piwem w tym kraju. Eksportowane do 60 krajów świata (m.in. USA, Wielkiej Brytanii, Francji, Niemiec, Izraela, Australii, Południowej Afryki).
Najbardziej popularnym produktem linii "Efes" jest "Efes Pilsen", nagrodzane m.in.: Złotym Medalem "Sélection Mondiale" w Paryżu w 1973, Złotym Medalem na XIX edycji "Golden Caralious" w 1979 oraz Złotym Medalem "Monde Selection" w 1981 roku w Brukseli. Inne to Efes Malt, a pozostałe (choć rzadziej spotykane) to "Efes Dark", "Efes Light", "Efes Xtra", "Efes Ice".